# Ilha das Mulheres
Ilha das Mulheres (em espanhol: Isla Mujeres) é uma pequena ilha, bem como de uma cidade nessa ilha, a curta distância da costa nordeste da península de Iucatã no Mar do Caribe. A Ilha das Mulheres é também um dos oito municípios do estado mexicano de Quintana Roo.
No período pré-colombiano, a ilha era sagrada para a deusa lunar Ixchel, dos maias. Quando os espanhóis chegaram à ilha no século XVI deram-lhe o nome de Ilha das Mulheres devido às muitas figuras de culto dessa deusa na ilha.